# Wilhelm Keitel

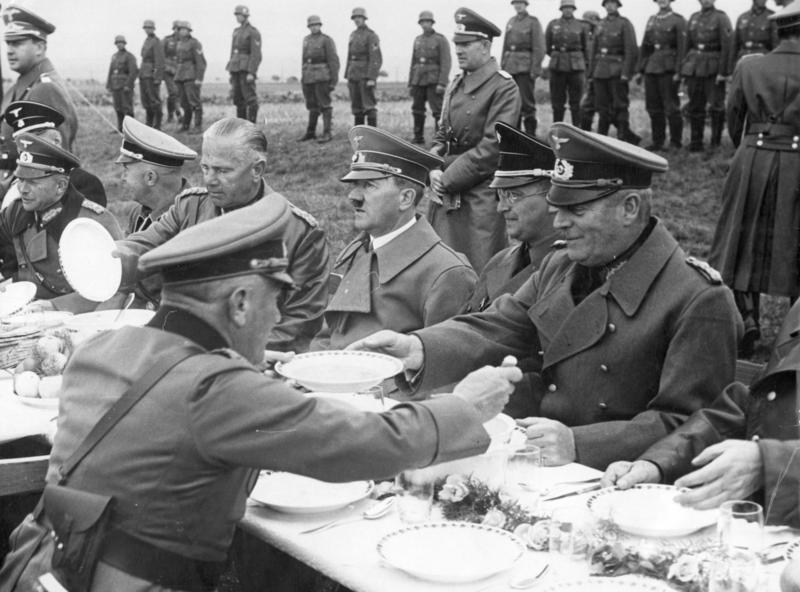
Adolf Hitler med höga dignitärer vid en måltid den 3 oktober 1938, efter besättandet av Sudetlandet. Hitler och Keitel flankerar Konrad Henlein, ledare för Sudetendeutsche Partei.

Wilhelm Keitel ratificerar Tysklands villkorslösa kapitulation i Karlshorst i östra Berlin den 9 maj 1945.

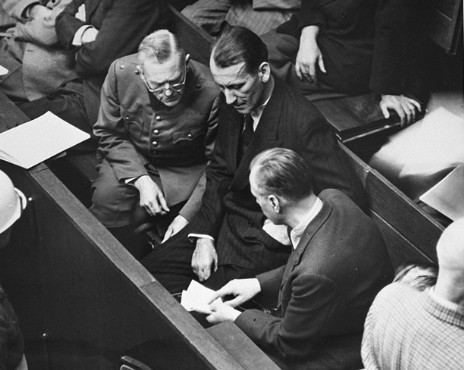
Wilhelm Keitel (till vänster) i samspråk med Ernst Kaltenbrunner och Alfred Rosenberg på de anklagades bänk i Nürnberg.

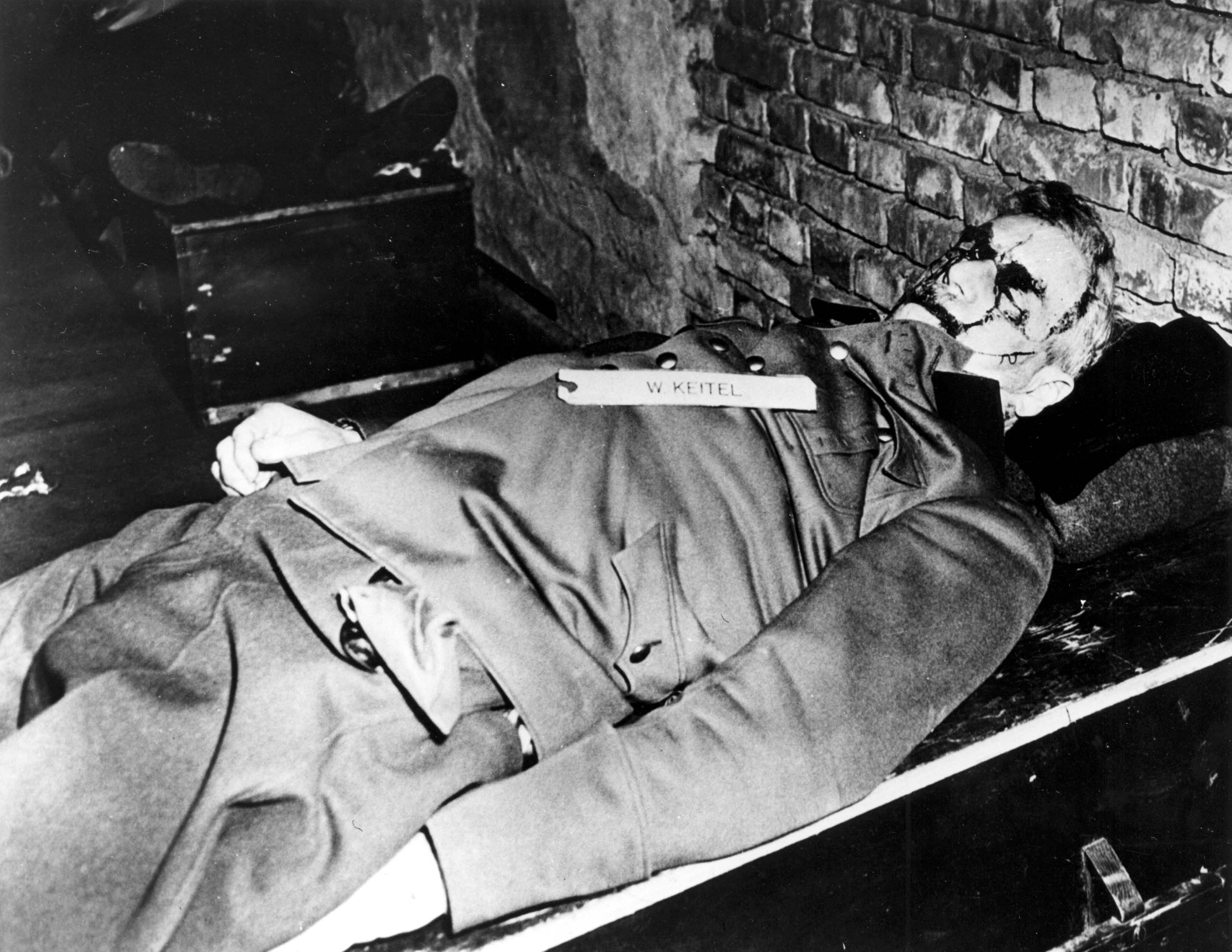
Wilhelm Keitel efter avrättningen.

Wilhelm Bodewin Johann Gustav Keitel, född 22 september 1882 i Helmscherode, död 16 oktober 1946 i Nürnberg (avrättad), var en tysk arméofficer och generalfältmarskalk. Han var från 1938 till 1945 chef för den tyska krigsmaktens överkommando (OKW). Keitel var närvarande vid Adolf Hitlers militära överläggningar och stödde alla Nazitysklands angreppsplaner.
Vid Nürnbergprocessen 1945–1946 dömdes Keitel till döden som huvudkrigsförbrytare, bland annat för att ha organiserat mord på ett stort antal krigsfångar.

## Biografi
Wilhem Keitel var son till godsägaren Carl Keitel (1854–1934) och Apollonia Vissering (1855–1888). Modern dog i barnsängsfeber i samband med brodern Bodewins (1888–1953) födelse. Denne kom att under andra världskriget (1941) bli general.
Keitels farfar arrenderade mark som tillhörde den hannoverska kronan. Efter det preussisk-österrikiska kriget 1866 annekterade Preussen staten Hannover och avsatte dess kung, Georg V. Keitels farfar, som hyste en uttalad aversion mot Preussen, köpte då godset Helmscherode i byn med samma namn, vilken tillhörde hertigdömet Braunschweig. Familjen Keitel hade inga militära traditioner och Wilhelm Keitels far planerade för sin son att ärva godset och bli lantbrukare. Efter Tysklands seger i kriget mot Frankrike 1870–1871 bröts denna tradition, både för familjen Keitel och för välbesuttna lantbrukare. Fler unga män tog värvning och ämnade göra militär karriär.

### Militär karriär
Trots sina förfäders anti-preussiska sinnelag kom Wilhelm Keitel att uppfostras enligt preussisk tradition. Han inträdde i den preussiska armén i mars 1901 och placerades vid 46:e fältartilleriregimentet, vilket låg förlagt i Wolfenbüttel i hertigdömet Braunschweig. Han studerade vid krigsskolan i Anklam och beordrades vid första världskrigets utbrott till västfronten med sitt artilleriregemente. I september 1914 blev Keitel allvarligt sårad då han vid strider i Flandern träffades av granatsplitter. Han blev kapten i oktober samma år, förflyttades till generalstaben i början av 1915 och var under senare delen av kriget 1:e generalstabsofficer vid marinkåren i Flandern.
Efter krigets slut gick Keitel 1919 med i en frikår som var stationerad vid den polska gränsen. Senare samma år anställdes han i Reichsheer, den reducerade armé som Versaillesfördraget tillät och som fram till 1935 ingick i Tysklands försvarsmakt, Reichswehr. Han utnämndes till major 1923 och kom till försvarsministeriet, Reichswehrministerium, i februari 1925. Keitel var från 1927 verksam inom Truppenamt, den tyska arméns dåvarande motsvarighet till generalstab. Han blev den 1 november 1927 befälhavare för en avdelning vid 6:e preussiska artilleriregementet, befordrades till överstelöjtnant 1929 och kom i oktober samma år åter till försvarsministeriet som chef för organisationsavdelningen, Heeresorganisations-Abteilung, inom Truppenamt. Keitel blev överste 1931 och två år senare Infanteriführer III och även ställföreträdande befälhavare för 3:e divisionen.
Under andra hälften av 1932 drabbades Keitel av kärlinflammation i sitt högerben och detta tillstånd förvärrades med blodpropp och senare en hjärtinfarkt. Han fick tjänstledigt och vårdades på en klinik i Tatrabergen i norra Tjeckoslovakien. Under Keitels bortavaro hade general Kurt von Schleicher den 3 december 1932 utsetts till rikskansler, Weimarrepublikens siste. von Schleichers ministär blev dock kortlivad och tvingades avgå den 28 januari 1933; von Schleicher hade bland annat anklagats för bolsjeviktendenser då han aviserat sociala reformer. Två dagar senare gav rikspresidenten Paul von Hindenburg Adolf Hitler i uppdrag att bilda regering. Keitel fick kännedom om denna händelseutveckling på sin sjukbädd och uttalade sig negativt om den nye rikskanslern. Keitel hävdade, att Hitler endast hade nått denna position tack vare sin talang som demagog och att hans lämplighet som rikskansler var högst diskutabel. Efter sin konvalescens närvarade Keitel i juli 1933 vid en konferens för SA-ledare i Bad Reichenhall, där han för första gången träffade Hitler. Hitler hade sammankallat konferensen i syfte att reda ut det spända förhållandet mellan den reguljära krigsmakten och det paramilitära SA. Keitel, som hade haft en avvaktande hållning inför den nye rikskanslern, blev mycket positivt påverkad av mötet och samtalet med Hitler och talade entusiastiskt om denne.
Keitel befordrades till generalmajor 1934 och när riksvärnet utökades blev han den 1 oktober samma år Infanteriführer IV och kommendant i Bremen. Reichswehr övergick under 1935 i Wehrmacht, som sedan var Tysklands försvarsmakt fram till 1945. Ministeramt, som tidigare varit en motsvarighet till försvarsavdelning, omorganiserades till Wehrmachtamt och Keitel blev 1935 chef för denna nya försvarsavdelning (Chef des Wehrmachtsamtes im Reichskriegsministerium) och befordrades 1936 till generallöjtnant och till general av artilleriet i augusti 1937.
I januari 1938 gifte sig krigsminister Werner von Blomberg med den unga, tidigare prostituerade, Margarethe Gruhn (född 1913). Hitler utnyttjade den uppkomna situationen för att kunna avskeda von Blomberg från posten som krigsminister. Polischefen i Berlin, Wolf-Heinrich von Helldorf, ledde utredningen om Gruhn och visade rapporten för Keitel, som då förrådde sin officerskollega, vilken han känt sedan 1917. Keitel uppmanade von Helldorf att vidarebefordra rapporten till Hermann Göring. I slutet av januari 1938 tvingades von Blomberg lämna sitt ämbete på krigsministeriet, som därmed avskaffades. Trots att Keitel aldrig hade fört truppbefäl utnämnde Hitler honom i februari 1938 till chef för den tyska försvarsmaktens nyinstiftade överkommando, en befattning som han skulle komma att bekläda fram till andra världskrigets slut i maj 1945.

### Andra världskriget
Den 1 september 1939 invaderade Tyskland grannlandet Polen och andra världskriget var ett faktum. Keitel hade närvarat vid en konferens den 23 maj 1939, vid vilken Hitler aviserade sin intention att anfalla Polen vid "första lämpliga tillfälle".
I mitten av december 1939 höll Hitler en överläggning om planen för angreppet på Norge och Danmark. Bland de närvarande fanns, förutom Keitel, Alfred Jodl, chef för den tyska krigsmaktens operativa stab, Erich Raeder, befälhavare för den tyska flottan och Karl-Jesco von Puttkamer, Hitlers marinadjutant. Angreppsplanerna lades under Keitels personliga ansvar. Efter Frankrikes nederlag i juni 1940 undertecknade Keitel för Tyskland och Charles Huntziger för Frankrike kapitulationsdokumentet i Compiègneskogen. Den 19 juli 1940 mottog Keitel generalfältmarskalkstaven ur Hitlers hand.
Den 22 juni 1941 anföll Tyskland sin tidigare bundsförvant Sovjetunionen. Keitel hade initialt motsatt sig fälttåget, benämnt Operation Barbarossa, men gav efter för Hitlers vilja. Några veckor före anfallet, den 6 juni 1941, hade Keitel på Hitlers order utfärdat den så kallade kommissarieordern, vilken innebar att tillfångatagna ryska politiska kommissarier, politruker, omedelbart skulle avrättas. Den 17 juli 1941 utfärdade Keitel ordern att sovjetiska krigsfångar, vilka i likhet med politiska kommissarier utgjorde ett allvarligt hot mot nationalsocialismen, skulle elimineras. Från juli till oktober 1941 överlämnade Wehrmacht mellan 580 000 och 600 000 krigsfångar till SS för avrättning. I september 1941 protesterade bland andra Erich von Manstein, Wilhelm Canaris och Helmuth von Moltke mot Keitels order av den 17 juli och hävdade att den stred mot internationell lag. Enligt OKW och Keitel hade sovjetiska krigsfångar inga rättigheter, då Sovjetunionen inte ratificerat tredje Genèvekonventionen. von Manstein, Canaris och von Moltke menade dock, att det faktum att Tyskland hade ratificerat konventionen innebar Tysklands skyldighet att behandla sovjetiska krigsfångar humant. Keitel reagerade:
| ”                                        | Betänkligheterna motsvarar en militär uppfattning om det ridderliga kriget. Här handlar det emellertid om förintandet av en världsåskådning. Därför godkänner jag åtgärderna och ger dem mitt stöd. | „ |
| – Wilhelm Keitel, den 23 september 1941. | |   |

Keitel gav Reichsführer-SS Heinrich Himmler fria händer att med mobila insatsstyrkor, Einsatzgruppen, i Ryssland mörda judar, romer, partifunktionärer och partisaner. Keitel motiverade sitt handlande med att judarna var bolsjevismens främsta understödjare.
På våren 1941 hade även Jugoslavien ockuperats och de jugoslaviska partisanernas bakhåll och sabotage utgjorde ett stort problem för de tyska trupperna. Keitel utfärdade i september 1941 den så kallade gisslanordern (Geisel-Sühne-Befehl) till befälhavaren Wilhelm List; denna order innebar att mellan 30 och 100 kommunistiska partisaner skulle skjutas för varje dödad tysk soldat.
Den 7 december 1941 undertecknade Keitel Hitlers Nacht und Nebel-dekret. Enligt detta skulle civilpersoner, som i de ockuperade områdena, bland annat i Frankrike, gjort sig skyldiga till sabotage eller liknande handlingar mot den tyska övermakten, behandlas särskilt strängt. De skulle endast ställas inför rätta om domen innebar dödsstraff. I annat fall gavs Gestapo fria händer att arrestera dessa personer och sända männen till Natzweiler och kvinnorna till Ravensbrück; de skulle försvinna i "natt och dimma" utan att man underrättade deras anhöriga.
I början av juli 1942 fick Wilhelm List befälet över Armégrupp A i samband med Operation Blå, men List tvingades göra halt i norra Kaukasus på grund av brist på bränsle och ammunition. När Keitel försvarade List inför Hitler, avvisade Hitler Keitels vädjan och avskedade List. Därefter kom Keitel aldrig mer att ifrågasätta Hitlers order. Inför Operation Zitadelle, sommaren 1943, godtog Keitel Hitlers militära direktiv trots att flera befälhavare högljutt protesterade och hävdade att varken trupperna eller de nya stridsvagnarna var stridsberedda. Bland sina kolleger blev Keitel känd för sin servilitet inför Hitler och fick öknamnet "Lakaitel", en ordlek med hans namn och ordet "lakej". Han kallades även för "Nickesel", en leksaksåsna som nickade på huvudet.
Den 20 juli 1944 förövade en grupp höga officerare en kupp mot Adolf Hitler. En bomb, utplacerad av överste Claus Schenk von Stauffenberg, briserade i Hitlers konferensrum i Wolfsschanze i Ostpreussen. Hitler överlevde attentatet och gav Keitel i uppdrag att överlämna misstänkta officerare till Folkdomstolen under domaren Roland Freisler. Keitel grep personligen general Erich Fellgiebel, som befann sig i Wolfsschanze. Det var dock Keitel som, ovetande, hade möjliggjort attentatet. von Stauffenberg hade anslutit sig till Keitel, när de skulle gå till konferensbyggnaden; von Stauffenberg visste att officerare i Keitels sällskap inte visiterades.
Under slutstriden om Berlin i april 1945 kommenderade Keitel flera generaler till den tyska huvudstadens undsättning, men i krigets slutskede saknade Keitel auktoritet och respekt inom Wehrmacht och Keitels befallning ignorerades. När Hitler hade begått självmord och Tysklands sammanbrott var ett faktum, ratificerade Keitel natten till den 9 maj 1945 den villkorslösa kapitulationen inför Sovjetunionens representanter i Karlshorst i östra Berlin. Generalöverste Alfred Jodl, stabschef vid OKW, hade dagen före, på Hitlers efterträdare storamiral Dönitz order, undertecknat kapitulationsdokumentet i general Eisenhowers högkvarter i Reims. Den 13 maj häktades Keitel av allierade trupper och internerades i Mondorf-les-Bains i sydöstra Luxemburg i väntan på rättegång. Den 13 augusti fördes han till Nürnberg.

### Kopplingar till NSDAP
Keitel var inte medlem i Nationalsocialistiska tyska arbetarepartiet (NSDAP), då detta i lag var förbjudet för officerare i den reguljära armén. Vid Nürnbergprocessen fick Keitel frågan varför han trots detta hade tilldelats NSDAP:s partitecken i guld i april 1939. Keitel svarade att Hitler hade givit honom utmärkelsen till åminnelse av den tyska inmarschen i Tjeckoslovakien i mitten av mars samma år. År 1944 blev det tillåtet för officerare att inträda i NSDAP och Keitel uppgav inför rätten att han hade ansökt om medlemskap, men aldrig erhållit någon partibok. Keitel förklarade att han vid flera tillfällen deltog i partidagarna i Nürnberg och att han varje år under kriget närvarade vid hyllningen av de nazister som hade stupat i samband med ölkällarkuppen i november 1923. Keitel deltog dock aldrig i partiets interna konferenser och överläggningar.

### Nürnbergprocessen
Vid Nürnbergprocessen 1945–1946 åtalades Keitel enligt samtliga fyra punkter (planerande av anfallskrig, brott mot freden, krigsförbrytelser och brott mot mänskligheten). En lång rad bevis lades fram mot honom, men trots den enorma skuldbördan sökte Keitels försvarsadvokat, dr Otto Nelte, påvisa förmildrande omständigheter i sin klients agerande under kriget. Nelte hävdade att Keitel i egenskap av soldat måste hörsamma given order. Domstolen menade dock att Keitel haft ett ansenligt ansvar när han utfört Führerns order. Rätten ansåg även att en order från en överordnad inte kan betraktas som en förmildrande omständighet när det gällde så allvarliga brott som begåtts medvetet utan militärt berättigande.
Ett av åklagarsidans kronvittnen var generalmajor Erwin von Lahousen, som hade varit verksam inom Abwehr, den tyska krigsmaktens underrättelsetjänst. von Lahousen vittnade om att Keitel den 12 september 1939 hade informerat honom, att den polska intelligentian och de polska judarna skulle mördas. Keitel försvarade sig med att han inte mindes denna konversation, men medgav att de mordiska planerna hade genomförts.
Till sitt försvar sade Keitel att han endast hade lytt Hitlers order och "inte varit i stånd att förhindra det som måste förhindras". Domstolen förklarade Keitel skyldig enligt samtliga åtalspunkter och dömde honom till döden genom hängning. Den 5 oktober 1946 bad Keitel i ett brev till det allierade kontrollrådet att få bli arkebuserad.
| ”                                     | Jag är villig att ge mitt liv för att sona det som min dom kräver, om mitt offer kommer att påskynda det tyska folkets välstånd och befria Tysklands väpnade styrkor från skuld. Jag har endast en vädjan: att bli beviljad att få dö inför en exekutionspluton. | „ |
| – Wilhelm Keitel, den 5 oktober 1946. | |   |

Keitels begäran avslogs och natten till den 16 oktober 1946 hängdes han tillsammans med de övriga dödsdömda. Hans sista ord var: "Jag ber Den allsmäktige att vara det tyska folket nådig. Mer än två miljoner har mött sin död före mig. Jag följer nu mina söner. Allt för Tyskland!" Efter avrättningen fotograferades Keitels döda kropp. Senare samma dag transporterades hans kropp jämte de andra avrättades samt Görings till ett hus vid Heilmanstrasse i München-Solln, som amerikanska armén hade använt som bårhus. Allierade myndigheter inspekterade kropparna, varefter dessa kremerades. Askan ströddes i den närbelägna bäcken Conwentzbach, ett biflöde till Isar.
I sin cell i Nürnberg författade Keitel sina memoarer, där han bland annat ger sin syn på andra världskrigets utveckling och konsekvenser.

## Keitel som person
Den amerikanske psykiatern Leon Goldensohn (1911–1961) utsågs till fängelsepsykiater i Nürnberg efter andra världskrigets slut. Från januari till juli 1946 övervakade han den psykiska hälsan hos de 21 män som stod åtalade inför den internationella militärtribunalen. Han noterade även deras kroppsliga besvär.
Goldensohns psykiatriska bedömning av Keitel betonar dennes stora bekräftelsebehov och begär efter uppmärksamhet. Dessa betingas i sin tur av Keitels mänskliga svaghet. I samtalen med Goldensohn talade Keitel om sin ursprungliga längtan att bo på landet och där vara skogvaktare, men familjens ekonomi hade hindrat honom från att driva ett eget gods. Keitel hävdade, att han hade varit svag och alltid låtit andra personer övertala honom till olika handlingar (i armén hade han öknamnet "Lakeitel", en ordlek med "lakej"). Keitel angav att den lyckligaste tiden i hans liv var när han var divisionsbefäl och tog sina egna, oberoende beslut. Han förklarade för Goldensohn, att han aldrig varit intresserad av politik och inte haft någon insikt i Hitlers politiska och ideologiska strävanden. Keitels far dog 1934 och testamenterade familjegodet till honom, men Keitel stannade kvar inom armén då general Werner von Fritsch, chef för den tyska arméledningen, hade bett honom om det. År 1938 var kriget tämligen nära förestående och Keitel hävdade att han då inte kunde be om avsked. Det hade inneburit desertering. Keitel klargjorde för Goldensohn, att han aldrig hade velat ha ett krig och att han in i det sista hade hoppats på att kunna återvända till sin hembygd. Kort efter 20 juli-attentatet mot Hitler år 1944 upprättade Keitel sitt testamente, i vilket han klargjorde att godset i Helmscherode skulle övertas av hans äldste son, Karl-Heinz Keitel.
Under samtalen framkom det att Keitel ansåg sig ha varit alltför okritisk till sin karaktär. Han menade, att Hitlers order var bindande genom den ed han hade avlagt till denne. Enligt Keitel utvecklades krigsförloppet för fort för att kunna ägnas närmare eftertanke. Keitel begärde avsked fem gånger, men Hitler avslog varje gång begäran. Keitel beskriver Hitler som en man med en demonisk viljestyrka som saknade skrupler när det gällde att driva igenom Tysklands politik. Hitler hade, enligt Keitel, tre tydliga krav på sina generaler: de skulle vara skickliga militärer, rapportera sanningsenligt och vara lydiga.

## Befordringar
| Datum           | Tjänstegrad            |
| --------------- | ---------------------- |
| 14 oktober 1901 | Fänrik                 |
| 18 augusti 1902 | Löjtnant               |
| 18 augusti 1910 | Överlöjtnant           |
| 8 oktober 1914  | Kapten                 |
| 1 juni 1923     | Major                  |
| 1 februari 1929 | Överstelöjtnant        |
| 1 oktober 1931  | Överste                |
| 1 april 1934    | Generalmajor           |
| 1 januari 1936  | Generallöjtnant        |
| 1 augusti 1937  | General av artilleriet |
| 1 november 1938 | Generalöverste         |
| 19 juli 1940    | Generalfältmarskalk    |

## Utmärkelser
Wilhelm Keitels utmärkelser
- Riddarkorset av Järnkorset: 30 september 1939
- Hohenzollerska husordens riddarkors med svärd
- Järnkorset av första klassen
- Järnkorset av andra klassen
- Storhertigdömet Hessens tapperhetsmedalj
- Hansakorset Hamburg
- Henrik Lejonets orden
- Braunschweigska krigsförtjänstkorset av första klassen
- Braunschweigska krigsförtjänstkorset av andra klassen
- Braunschweigska krigsförtjänstkorset av andra klassen (Bewährungsabzeichen)
- Friedrich-August-Kreuz av första klassen
- Friedrich-August-Kreuz av andra klassen med spännet “Vor dem Feinde”
- Hansakorset Bremen
- Sachsisk-ernestinska husordens riddarkors av andra klassen
- Österrikiska militärförtjänstkorset av tredje klassen med krigsdekoration
- Såradmärket i svart 1918
- Ärekorset
- Wehrmachts tjänsteutmärkelse av fjärde, tredje, andra och första klassen
- Anschlussmedaljen
- Sudetenlandmedaljen med spännet “Prager Burg”
- NSDAP:s partitecken i guld: 20 april 1939
- Memellandmedaljen
- Tilläggsspänne till Järnkorset av första klassen
- Tilläggsspänne till Järnkorset av andra klassen
- Mikael den tappres orden av tredje, andra och första klassen: 14 oktober 1941
- Frihetskorsets ordens storkors med svärd: 25 mars 1942
- Savojens militärordens storkors
- Finlands Vita Ros’ ordens storkors med svärd och kraschan
- Såradmärket i svart: 20 juli 1944